# Подчинение авторитету: научный взгляд на власть и мораль
Подчинение авторитету: научный взгляд на власть и мораль — научно-популярная книга 1974 года социального психолога Стэнли Милгрэма, посвящённая серии проведённых им в начале 1960-х годов экспериментов по исследованию повиновения преступным приказам. В этой книге подробно рассматриваются его методы, теории и выводы.

## Предыстория
В своём эксперименте Милгрэм пытался прояснить вопрос: сколько страданий готовы причинить обыкновенные люди другим, совершенно невинным людям, если подобное причинение боли входит в их рабочие обязанности? В нём была продемонстрирована неспособность испытуемых открыто противостоять «начальнику» (в данном случае исследователю, одетому в лабораторный халат), который приказывал им выполнять задание, несмотря на якобы сильные страдания, причиняемые другому участнику эксперимента (в реальности подсадному актёру). Результаты эксперимента показали, что необходимость повиновения авторитетам укоренилась в сознании людей настолько глубоко, что испытуемые продолжали выполнять указания, несмотря на моральные страдания и сильный внутренний конфликт.
Фактически Милгрэм начал свои изыскания, чтобы прояснить вопрос: как немецкие граждане в годы нацистского господства могли участвовать в уничтожении миллионов невинных людей в концентрационных лагерях? После отладки своих экспериментальных методик в Соединённых Штатах Милгрэм планировал отправиться с ними в Германию, жители которой, как он полагал, весьма дисциплинированны и склонны к повиновению. Однако после первого же проведённого им в Нью-Хэйвене (штат Коннектикут) эксперимента стало ясно, что в поездке в Германию нет необходимости и можно продолжать заниматься научными изысканиями рядом с домом. «Я обнаружил столько повиновения, — говорил Милгрэм, — что не вижу необходимости проводить этот эксперимент в Германии».
Впоследствии эксперимент Милгрэма всё же был повторён в Германии, а также в Голландии, Испании, Италии, Австрии и Иордании, при этом везде его результаты оказывались такими же, как и в США. Подробный отчёт об этих экспериментах опубликован в книге Стэнли Милгрэма Obedience to Authority (1973) или, например, в книге Миуса и Рааймэйкерса (Meeus W. H. J., Raaijmakers Q. A. W. (1986). Administrative obedience: Carrying out orders to use psychological-administrative violence. European Journal of Social Psychology, 16, 311—324).

## Содержание глав
- Дилемма послушания
- Методология расследования*
- Ожидаемое поведение
- Близость жертвы
- Люди противостоят авторитету
- Дальнейшие вариации и контроль
- Люди противостоят авторитету II
- Ролевые перестановки
- Групповые эффекты
- Почему послушание? - анализ
- Процесс послушания: применение анализа к эксперименту
- Напряжение и непослушание
- Альтернативная теория: ключ к успеху - агрессия?
- Проблемы метода
- Эпилог

- - Приложение I: Проблемы этики в исследованиях
  - Приложение II: Примеры среди людей

## Издания
- Милгрэм, С. (1974), Повиновение авторитету: экспериментальный взгляд , Лондон: Tavistock Publications.
- Милгрэм, С. (2005), Подчинение авторитету: экспериментальный взгляд , Пинтер и Мартин Лтд .; Новое издание, мягкая обложка: 240 страниц ISBN 0-9530964-7-5 ISBN 978-0953096473
- Милгрэм, С. (2009), Повиновение авторитету: экспериментальный взгляд , Harper Perrennial Modern Classics; Репринтное издание, мягкая обложка: 256 страниц ISBN 0-06-176521-X ISBN 978-0061765216

## Издание в России
Книга была переведена на русский язык и вышла в свет в издательстве «Альпина нон-фикшн» в 2016 году. Переводчик ― Глеб Ястребов. ISBN 978-5-91671-503-3.